# Gastrophryne elegans
 Gastrophryne elegans es una especie de anfibio microílido cuya distribución geográfica comprende Belice, Guatemala, Honduras y México. Se encuentra amenazada de extinción por la pérdida de su hábitat natural. 